# Hallgrenskarvet
Hallgrenskarvet är ett berg i Antarktis. Det ligger i Östantarktis. Norge gör anspråk på området. Toppen på Hallgrenskarvet är 2 337 meter över havet, eller 321 meter över den omgivande terrängen. Bredden vid basen är 9,4 km.
Terrängen runt Hallgrenskarvet är varierad.  Trakten är obefolkad. Det finns inga samhällen i närheten.